# آزاد كشمير
آزاد جامو وكشمير (بالأردية: آزاد جموں وكشمیر) وتعني جامو وكشمير الحرة) وتسمى اختصارًا آزاد كشمير. هي منطقة ذاتي الحكم اسميًا تتبع للإدارة الباكستانية. آزاد كشمير هي الجزء الغربي من منطقة كشمير الكبرى المتنازع عليها بين الهند وباكستان منذ استقلال البلدين في عام 1947. يحد المنطقة من الجنوب إقليم البنجاب ومن الغرب إقليم خيبر بختونخوا الباكستانيين، يفصلها عن إقليم جامو وكشمير الاتحاد الهندي خط السيطرة (LoC) الذي يمثل الحدود الفعلية بين المناطق التي تديرها الهند وباكستان. تبلغ مساحة آزاد كشمير حوالي 13,297 كـم2 (5,134 ميل2)، ويبلغ عدد سكانها حوالي 4,045,366 نسمة في عام 2017.
تدار المنطقة بنظام حكم برلماني مستوحى من نظام وستمنستر البريطاني، عاصمة المنطقة مدينة مظفر أباد. رئيس المنطقة هو رئيس شرفي دستوري بينما رئيس الوزراء هو صاحب السلطة التنفيذية. تنتخب جمعية آزاد كشمير كل من رئيس الوزراء والرئيس. تُدار العلاقة بين حكومة آزاد جامو وكشمير والحكومة الاتحادية الباكستانية عبر وزارة شؤون كشمير وغلغت بلتستان. المنطقة غير ممثلة في البرلمان الباكستاني.
يقع شمال آزاد كشمير في منطقة نشطة زلزاليًا بسبب اصطدام الصفيحة الهندية بالصفيحة الأوراسية. تسبب زلزال مدمر في عام 2005 بمقتل ما لا يقل عن 100,000 شخص ونزوح ثلاثة ملايين آخرين، وتدمير كبير للبنية التحتية والاقتصاد المحلي. شهدت المنطقة منذ ذلك الحين جهودًا لإعادة الإعمار بدعم من حكومة باكستان والمساعدات الخارجية. يعتمد اقتصاد الإقليم على الزراعة والخدمات والسياحة والتحويلات المالية التي يرسلها مجتمع ميربوري المغترب في بريطانيا. تمتلك حوالي 87% من الأسر الكشميرية أراضي زراعية، المنطقة فيها أعلى معدل التحاق بالمدارس في باكستان، مع معدل معرفة القراءة والكتابة يصل إلى حوالي 74%.

## التأثيل
آزاد كشمير (كشمير الحرة) هو عنوان كتيب أصدره مؤتمر جميع مسلمي جامو وكشمير في دورته العامة الثالثة عشرة المنعقدة عام 1945 في منطقة بونش. يُعتقد أن الكتيب كان رد فعل على برنامج نايا كشمير (كشمير الجديدة) الذي طرحه المؤتمر الوطني، اشتمل الكتيب على مجموعة من القرارات التي هدفت إلى إعلان التزام مسلمي جامو وكشمير بدعم نضال الرابطة الإسلامية من أجل إنشاء دولة باكستان. كما أكد الكتيب أن المؤتمر الإسلامي هو الممثل الوحيد لمسلمي كشمير.
أصدر المؤتمر الإسلامي "قرار آزاد كشمير" في العام التالي، مطالبًا المهراجا بإنشاء جمعية تأسيسية منتخبة. تذكر الباحثة تشيتراليخا زوتشي أن الهدف المعلن حينها من ذلك الطلب هو إنشاء حكومة مسؤولة تحت إشراف المهراجا غير مرتبطة بالهند أو باكستان. تراجع أعضاء المؤتمر المجتمعون في منزل سردار محمد إبراهيم عن ذلك القرار في 19 يوليو 1947 وطالبوا المهراجا بالانضمام إلى باكستان.

## التاريخ

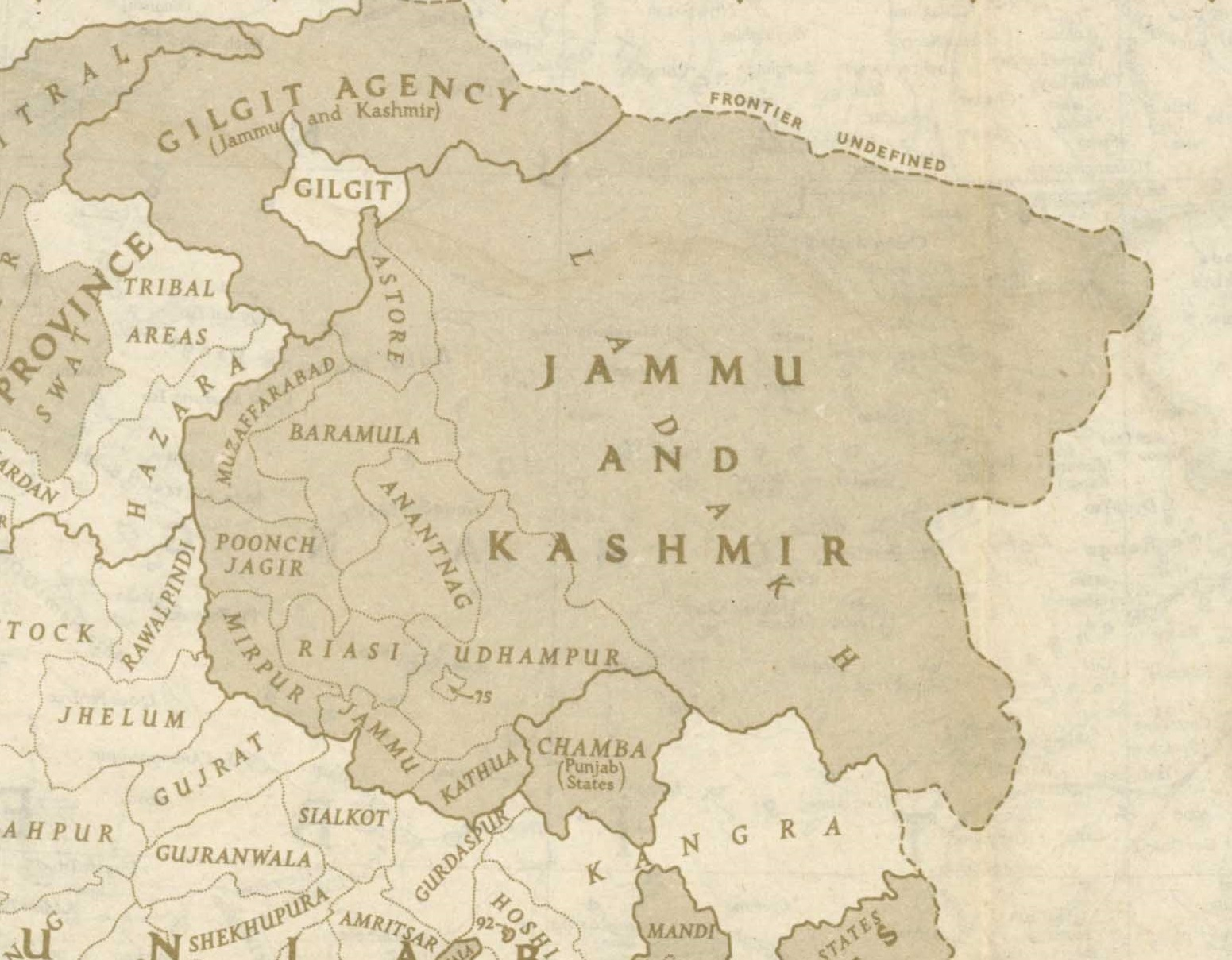
خريطة لولاية جامو وكشمير الأميرية في عام 1946. تشكل آزاد كشمير الحالية مناطق من المقاطعات الثلاث الواقعة في أقصى الغرب

تخلى البريطانيون عن سيطرتهم على الولايات الأميرية في وقت تقسيم الهند عام 1947، وأصبح أمام الولايات الأميرية ثلاث خيارات الانضمام إلى الهند أو باكستان أو الاستقلال. كان هاري سينغ مهراجا جامو وكشمير يرغب بأن تستقل كشمير. بينما كان المسلمون في المناطق الغربية من مقاطعة جامو (آزاد كشمير الحالية) وفي مقاطعة المناطق الحدودية (غلغت بلتستان الحالية) يرغبون في الانضمام إلى باكستان.
فرّ سردار إبراهيم إلى باكستان وقاد تمرد بونش بمساعدة رئيس الوزراء الباكستاني لياقت علي خان ومسؤولين آخرين، اندلع التمرد بسبب فرض إدارة المهراجا ضرائب عقابية على الفلاحين والقمع الوحشي لبدايات التمرد. شكل لياقت علي خان لجنة برئاسة ميان افتخار الدين لصياغة "إعلان الحرية". أُعلنت حكومة آزاد كشمير المؤقتة في لاهور في 4 أكتوبر 1947 وعُيّن غلام نبي جيلكار رئيسًا للحكومة باسم مستعار "السيد أنور" وسردار إبراهيم رئيسًا للوزراء. وضع تحت إدارة الحكومة المؤقتة المناطق التي سيطر عليها المتمردون. عُيّن سردار إبراهيم في 24 أكتوبر رئيسًا للحكومة المؤقتة بعد سفر جيلكار إلى سري نكر واعتقال حكومة المهراجا له هناك.
عبر عدة آلاف من رجال القبائل البشتونية من المقاطعة الحدودية الشمالية الغربية إلى جامو وكشمير في 21 أكتوبر لدعم التمرد ضد حكم المهراجا. قاد هؤلاء الرجال قادة عسكريون ذوو خبرة مزودين بأسلحة حديثة. لم تتمكن قوات المهراجا الضعيفة من الصمود أمام الهجوم، فتمكن رجال القبائل من السيطرة على مظفر أباد ومدينة بارامولا الواقعة على بعد 32 كيلومتر (20 ميل) شمال غرب العاصمة سري نكر. طلب المهراجا مساعدة عسكرية من الهند في 24 أكتوبر ردت الهند بأنها لا تستطيع مساعدته ما لم ينضم إلى الهند. لذا وقع المهراجا هاري سينغ على سك انضمام إلى الهند في 26 أكتوبر 1947، فسلم للحكومة الهندية شؤون الدفاع والشؤون الخارجية والاتصالات مقابل الحصول على المساعدة العسكرية. نقلت قوات هندية إلى سري نكر عبر الجو. تدخلت باكستان رسميًا لاحقًا  واندلعت الحرب بين الجيشين الهندي والباكستاني واستقرت خط الحدود تقريبًا على ما يعرف الآن بـ "خط السيطرة".
تواصلت الهند مع الأمم المتحدة مطالبة إياها بحل النزاع، أصدرت الأمم المتحدة قرارات تدعو إلى إجراء استفتاء بشأن مستقبل كشمير. لكن لم يجرى أي أحد من الطرفين هذا الاستفتاء بسبب وجود شرط مسبق ينص على انسحاب الجيش الباكستاني والعناصر غير الحكومية والانسحاب الجزئي للجيش الهندي من الأجزاء التي يسطر عليها.
وقعت الهند وباكستان اتفاق وقف إطلاق النار لعام 1949، بعدها قسمت حكومة باكستان الأجزاء الشمالية والغربية من كشمير التي كانت تسيطر عليها وقت وقف إطلاق النار إلى الكيانين السياسيين التاليين الخاضعين للسيطرة المنفصلة:
- آزاد جامو وكشمير - الجزء الجنوبي الصغير طوله 400 كـم (250 ميل)، وعرضه يتراوح من 15 إلى 65 كـم (10 إلى 40 ميل).
- غلغت بلتستان كانت تسمى سابقا المناطق الشمالية الخاضعة للإدارة الفيدرالية (FANA) - الكيان السياسي الأكبر الشمالي تبلغ مساحته 72,496 كـم2 (27,991 ميل2).

اندلعت انتفاضة بونش التي تركزت في مناطق راولاكوت وبونش في عام 1955 واستمرت حتى عام 1956.
أصدرت الإدارة العسكرية برئاسة يحيى خان في عام 1970 دستورًا "بدائيًا" باسم "قانون حكومة آزاد جامو وكشمير 1970"، والذي أرسى نظامًا رئاسيًا وجمعية تشريعية منتخبة في آزاد كشمير مانحًا إياها قدرًا "كبيرًا" من الاستقلالية. ذكر سنيدن أن هذا القانون قد منح المنطقة "أكبر قدر من الحكم الذاتي" مقارنة بأي منطقة أخرى في جامو وكشمير.(ص.121)
فرض ذو الفقار علي بوتو، رئيس وزراء باكستان آنذاك، مع بعض الدعم المحلي "قانون الدستور المؤقت لآزاد جامو وكشمير 1974"، والذي قرر أن يستمر حتى يُحل مع الهند. سمح هذا القانون لـ آزاد كشمير بإنشاء جمعية تشريعية منتخبة مباشرة ومجلس أصغر منتخب بشكل غير مباشر في إسلام آباد.(ص.121–122)
وصف دانيش خان من صحيفة ذا فرايداي تايمز هذا التطور بأنه "وسيلة للمواطنين لفت انتباه النخب السياسية إلى المخاوف الاجتماعية والاقتصادية والتنموية الفورية مثل الوصول إلى البنية التحتية الأساسية والخدمات العامة". وذكر أنه "بينما أظهرت استثمارات القطاع العام في البنية التحتية والقطاعات الاجتماعية تحسنًا نسبيًا على مر السنين، إلا أن المجال السياسي الحزبي يركز بشدة على صراع جامو وكشمير بدلاً من التنمية الاجتماعية والاقتصادية للسكان الأصليين".
ينص الدستور الخاص بكشمير على استحداث منصب الرئيس ورئيس الوزراء والمحكمة العليا ومراجع الحسابات العامة ورئيس مفوضي الانتخابات. عُدل دستور المنطقة للمرة الثالث عشر وأُقر في التعديل تمكين حكومة آزاد كشمير وزيادة سلطات الجمعية المنتخبة ومنح آزاد كشمير سلطات مالية وإدارية أكبر وزيادة استقلالية الإقليم في الاتحاد.
سميت الحدود بين الهند وباكستان في هذه المنطقة في عام 1972 باسم "خط السيطرة". وقد ظل هذا الخط ثابتًا منذ اتفاقية شيملا في نفس العام التي نصت على أن البلدين يجب أن "يحلوا خلافاتهما بالوسائل السلمية من خلال المفاوضات الثنائية". ويعتقد بعض الخبراء السياسيين أن الحل الأمثل لهذه القضية هو التفاوض المباشر بين الهند وباكستان، دون تدخل طرف ثالث مثل الأمم المتحدة. أقرّت جمعية آزاد جامو وكشمير في ذلك العام قانون الدستور المؤقت لعام 1974.
رفضت حكومة نواز شريف منح الوضع الدستوري لـ آزاد جامو وكشمير في أبريل 1997، قائلة إن "منح الحقوق الدستورية لهؤلاء الناس يعتبر ضم أحادي الجانب لهذه المناطق".

## الموقع

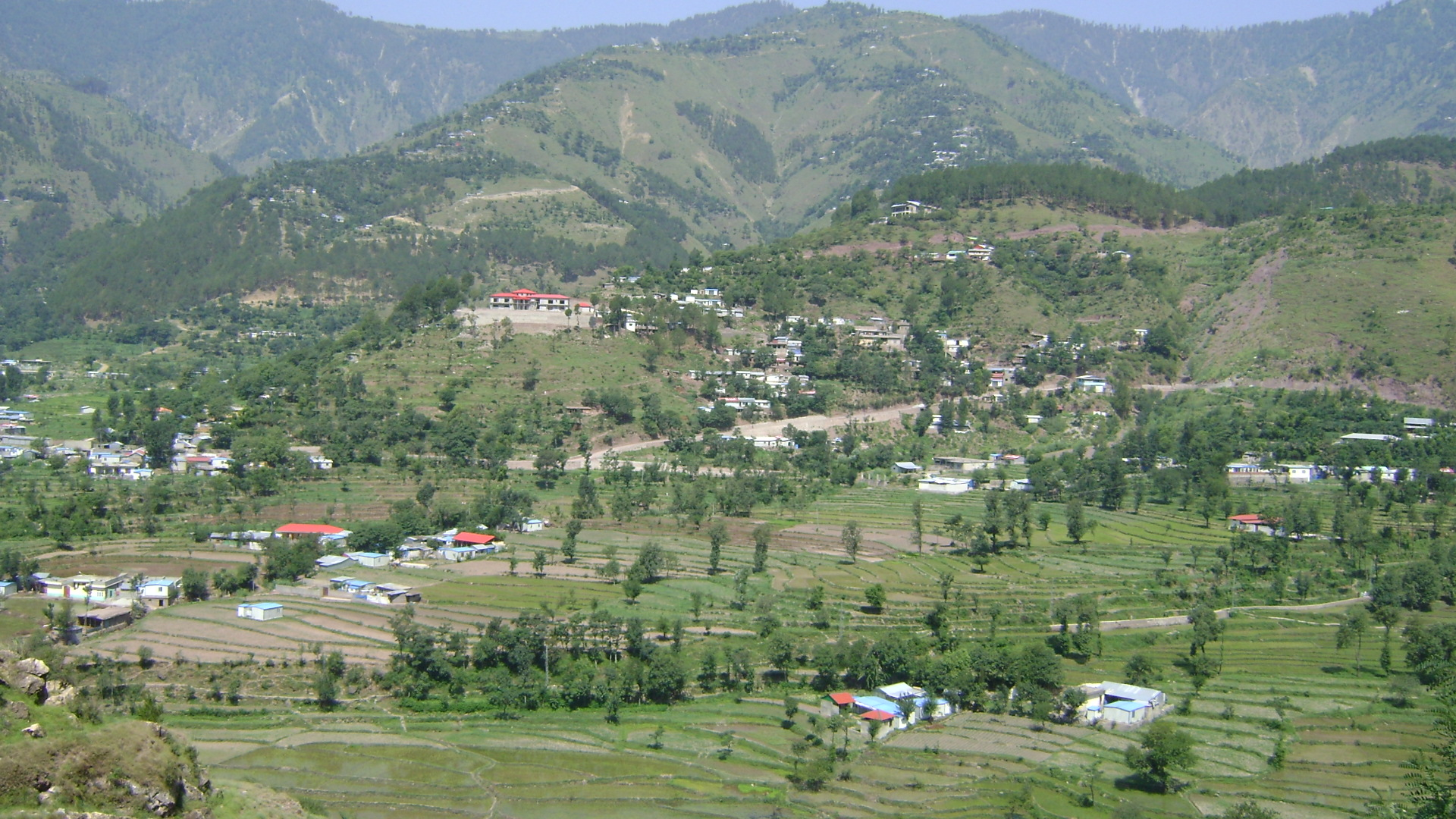
منظر طبيعي في آزاد كشمير

يقع الإقليم غرب ولاية جامو وكشمير الخاضعة للحكم الهندي، ويحده إلى الجنوب إقليم البنجاب الباكستاني وإلى الغرب إقليم خیبر بختونخوا. يقع الجزء الشمالي من آزاد جامو وكشمير ضمن منطقة جبال الهيمالايا السفلى يبلغ متوسط ارتفاعها (4,734 م أو 15,531 قدم.) لكن تعتبر قمة ساروالي (6,326 مترًا) في وادي نيلوم أعلى قمة في الإقليم.
تتساقط الأمطار على المنطقة في فصلي الشتاء والصيف. تعتبر مظفر آباد وباتان من بين أكثر المناطق رطوبة في باكستان، ويتجاوز متوسط هطول الأمطار في معظم أنحاء المنطقة 1,400 ملم.

## نظام الحكم
آزاد جامو وكشمير هي اسمياً دولة تتمتع بالحكم الذاتي، إلا أن باكستان تسيطر عليها فعليًا على المنطقة منذ وقف إطلاق النار بين القوات الهندية والباكستانية في عام 1949، دون أن تدمجه رسمياً في الدولة الباكستانية. للإقليم رئيس منتخب ورئيس وزراء وجمعية تشريعية ومحكمة عليا وعلم رسمي.
يدير مجلس آزاد جامو وكشمير الميزانية والشؤون الضريبية من مجلس الإيرادات المركزي الباكستاني. يتكون هذا المجلس من 14 عضواً، 8 منهم يمثلون حكومة آزاد كشمير و6 يمثلون حكومة باكستان. يرأس المجلس رئيس وزراء باكستان ومن الأعضاء الآخرين رئيس ورئيس وزراء آزاد كشمير و6 أعضاء من الجمعية التشريعية للإقليم.
يُحتفل في المنطقة بـ يوم آزاد كشمير في 24 أكتوبر من كل عام وهو اليوم الذي أُنشئت فيه حكومة المنطقة عام 1947. أما باكستان فتحتفل بـ يوم التضامن مع كشمير في 5 فبراير من كل عام منذ 1990، احتجاجًا على السيادة الهندية على جامو وكشمير. هذا اليوم عطلة وطنية في باكستان.
صرح براد آدامز مدير قسم آسيا في منظمة هيومن رايتس ووتش التي تتخذ من الولايات المتحدة مقراً لها في عام 2006: "رغم أن كلمة آزاد تعني حرة فإن سكان آزاد كشمير بعيدون عن هذه الحرية. السلطات الباكستانية تُحكم قبضتها على حكومة آزاد كشمير، وتفرض رقابة صارمة على الحريات الأساسية."
لاحظ الباحث كريستوفر سنيدن أن شعب آزاد كشمير قد قبل عموماً الإجراءات التي فرضتها باكستان عليهم، مشيراً أن هذا الوضع لم يختلف كثيراً عن الطريقة التي تُعامل بها بقية المناطق في باكستان. وأحد الأسباب التي يعتقد سنيدين أنها وراء ذلك هو رغبة سكان آزاد كشمير في الانضمام إلى باكستان.
لم تواجه باكستان أي تهديدات من سكان المنطقة بسبب ولائهم لباكستان. الأحزاب السياسية المسموح لها بالعمل في آزاد كشمير هي فقط تلك التي تُبايع باكستان وفقاً للدستور المؤقت. وقد نص الدستور على: "لا يُسمح لأي شخص أو حزب سياسي في آزاد جامو وكشمير بالقيام بأي أنشطة قد تضر بالانضمام إلى باكستان". لم يسمح لجبهة تحرير جامو وكشمير المؤيدة للاستقلال بخوض الانتخابات في آزاد كشمير. ورغم عدم منح الدستور المؤقت خياراً آخر، لم يفكر سكان آزاد كشمير في أي بديل غير الانضمام إلى باكستان.

### التنمية
حدد بنك التنمية الآسيوي أهداف تنموية لآزاد كشمير في مجالات الصحة والتعليم والتغذية والتنمية الاجتماعية، قُدرت التكلفة الإجمالية للمشروع بحوالي 76 مليون دولار أمريكي. ساهمت ألمانيا بمبلغ 38 مليون دولار أمريكي بين عامي 2006 و2014 لدعم برنامج البنية التحتية الصحية في منطقة آزاد كشمير.

### التقسيمات الإدارية

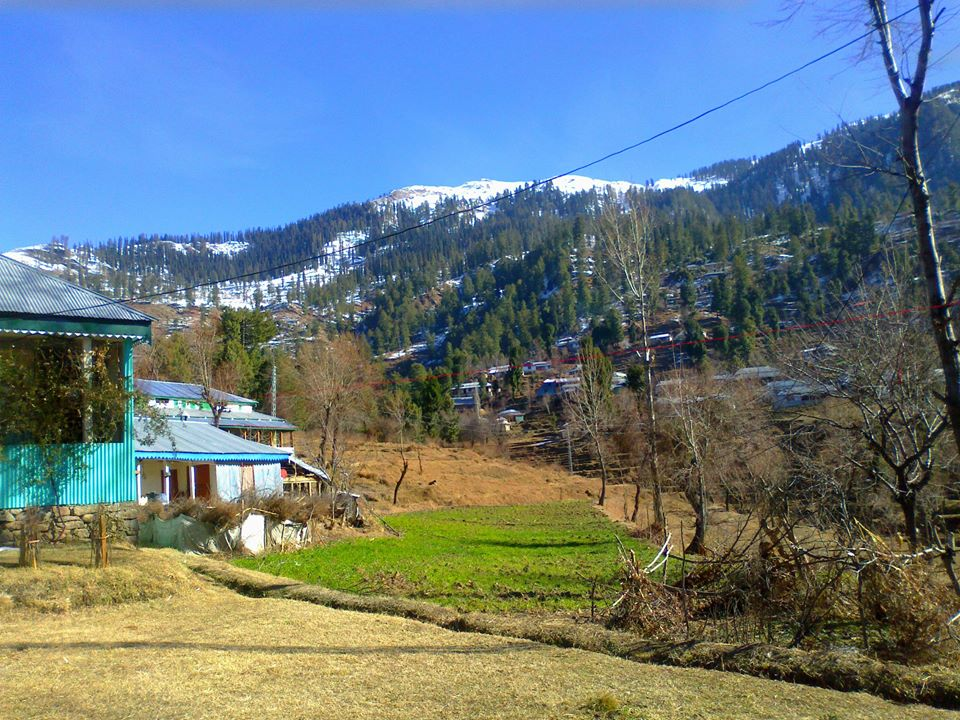
Kotla، Bagh District

مناطق آزاد كشمير

تنقسم الدولة إداريا إلى ثلاثة أقسام والتي تنقسم إلى عشر مقاطعات.
| القسم     | المقاطعة      | المساحة (كم2) | السكان (تعداد 2017) | المقر          |
| --------- | ------------- | ------------- | ------------------- | -------------- |
| ميربور    | ميربور        | 1,010         | 456,200             | ميربور         |
| ميربور    | كوتلي         | 1,862         | 774,194             | كوتلي          |
| ميربور    | بيمبر         | 1,516         | 420,624             | بنبر ‏          |
| مظفر آباد | مظفر أباد     | 1,642         | 650,370             | مظفر أباد      |
| مظفر آباد | هتيان         | 854           | 230,529             | هتيان بالا ‏    |
| مظفر آباد | Neelam Valley | 3,621         | 191,251             | Athmuqam       |
| بونش      | Poonch        | 855           | 500,571             | راولا كوت ‏     |
| بونش      | Haveli        | 600           | 152,124             | Forward Kahuta |
| بونش      | Bagh          | 768           | 371,919             | Bagh           |
| بونش      | Sudhanoti     | 569           | 297,584             | Palandri       |
| المجموع   | 10 مقاطعات    | 13,297        | 4,045,366           | مظفر أباد      |

## السكان
يبلغ عدد سكان آزاد كشمير حوالي 4.045 مليون نسمة في التعداد الأولى لعام 2017. وتُظهر البيانات الواردة على الموقع الرسمي لحكومة آزاد كشمير أن معدل الإلمام بالقراءة والكتابة يبلغ حوالي 74٪، مع نسبة التحاق بالمدارس الابتدائية تصل إلى 98٪ للبنين و90٪ للبنات.
كل سكان كشمير تقريبًا مسلمون. يتميز سكان المنطقة بتقاليد ثقافية مختلفة عن تلك الخاصة بالكشميريين الذين يقطنون وادي كشمير في جامو وكشمير. فهم أقرب إلى الثقافة السائدة في جامو. فمدن ميربور وكوتلي وبهيمبر من المدن القديمة في جامو.

### الدين
غالبية سكان آزاد جامو وكشمير مسلمون. توجد أقلية مسيحية صغيرة جدا وأخرى بهائية. ويُقدّر عدد أتباع الجماعة الأحمدية بما يتراوح بين 20,000 إلى 25,000 شخص، معظمهم في مدن كوتلي وميربور وبهيمبر ومظفر أباد.
| الإسلام | 659,265 | 86.87% | 747,426 | 85.62% | 749,945 | 87.76% | 780,607 | 88.02% | 850,135 | 87.68% | 939,460   | 87.54% |
| الهندوسية | 92,639  | 12.21% | 108,331 | 12.41% | 84,130  | 9.85%  | 81,733  | 9.22%  | 87,554  | 9.03%  | 93,559    | 8.72%  |
| السيخية | 6,918   | 0.91%  | 17,132  | 1.96%  | 20,391  | 2.39%  | 24,491  | 2.76%  | 31,709  | 3.27%  | 39,910    | 3.72%  |
| الجاينية | 64      | 0.01%  | 0       | 0%     | 8       | 0%     | 6       | 0%     | 11      | 0%     | 0         | 0%     |
| المسيحية | 21      | 0%     | 18      | 0%     | 55      | 0.01%  | 24      | 0%     | 168     | 0.02%  | 136       | 0.01%  |
| البوذية | 0       | 0%     | 0       | 0%     | 2       | 0%     | 0       | 0%     | 0       | 0%     | 0         | 0%     |
| الزرادشتية | 0       | 0%     | 0       | 0%     | 0       | 0%     | 0       | 0%     | 1       | 0%     | 0         | 0%     |
| القبائل | 0       | 0%     | —       | —      | —       | —      | —       | —      | 0       | 0%     | 0         | 0%     |
| اليهودية | —       | —      | —       | —      | —       | —      | —       | —      | —       | —      | 0         | 0%     |
| أخرى | 0       | 0%     | 8       | 0%     | 0       | 0%     | 0       | 0%     | 0       | 0%     | 89        | 0.01%  |
| المجموع | 758,907 | 100%   | 872,915 | 100%   | 854,531 | 100%   | 886,861 | 100%   | 969,578 | 100%   | 1,073,154 | 100%   |
| ملاحظة: أرقام التعداد مأخوذة من الجمع بين إجمالي عدد سكان منطقتين (بيمبر ومظفر أباد) وجاجير واحدة (بونش) في ولاية جامو وكشمير الأميرية التي ستصبح جزء من باكستان. |         |        |         |        |         |        |         |        |         |        |           |        |

### الأعراق
ذكر كريستوفر سنيدن أن غالبية سكان آزاد كشمير ليسوا من أصل كشميري. بل إنهم أقرب إلى كونهم "جمويين" بسبب ارتباطهم التاريخي والثقافي بمنطقة جامو التي لها جذور مشتركة مع منطقتي البنجاب والهزارة المجاورتين. رغم أن منطقتهم كانت جزءًا من ولاية جامو وكشمير الأميرية وسميت باسمها، فقد تبنى العديد من سكان آزاد كشمير الهوية "الكشميرية"، بينما مصطلح "كشميري" من الناحية العرقية واللغوية يشير عادة إلى السكان الأصليين لوادي كشمير. يتشارك سكان آزاد كشمير علاقات ثقافية وتاريخية ولغوية وثيقة مع سكان منطقة البنجاب العليا وبوتوهار في باكستان، أما قبيلة سدهن فلهم بتقاليد شفوية ذات صلة بجذورهم البشتونية.
الأعراق الرئيسية التي تعيش في هذه المنطقة هي:
- غوجار: قبيلة زراعية ويقدر عددهم بحوالي 800,000 نسمة.[70][71] يعتقد أنهم أكبر عرق في المقاطعات العشر بالمنطقة.[72]
- قبيلة سدهن: ثاني أكبر قبيلة في المنطقة، توجد في مناطق بونش وسودانوبي وباغ وكوتلي.[69][70][73] يقال إن أصولهم بشتونية ويقدر عددهم بأكثر من 500,000 نسمة. وهم والراجبوت الطبقة السياسية للمنطقة.[72]
- جات: يعيشون في ميربور وبهيمبر وكوتلي. يعيش الكثير من جات ميربور في المملكة المتحدة، ويقدر أن عددهم هناك أكثر من العدد في ميربور نفسها.[69][74] يقدر عدد جات ميربور بحوالي 300,000.[72]
- راجبوت: ينتشرون في جميع أنحاء آزاد كشمير ويقدر عددهم بحوالي 500,000 نسمة. هم وقبيلة سدهن الطبقة السياسية لآزاد كشمير.[72]
- المغول: يتركزون في منطقتي باغ ومظفر أباد.[71]
- أوانس: عشيرة كبيرة موجودة في باغ وبونش وهاتيان بالا ومظفر أباد. توجد أعداد كبيرة من أفراد العشيرة في البنجاب وخيبر بختونخوا.[69][70][71]
- دهند: هي عشيرة كبيرة موجودة في مناطق باغ وهاتيان بالا ومظفر أباد وأبوت آباد وأجزاء من بوتوهار في البنجاب.[69][70][71]
- الكشميريون: يتركزون في وادي نيلام ووادي ليبا.[75]

### اللغات
لغات كشمير (2020)
اللغة الرسمية في آزاد كشمير هي الأردية وتُستخدم اللغة الإنجليزية في المجالات الدراسية والإدارية العليا، إلا أن الغالبية العظمى من السكان يتحدثون لغات محلية متنوعة أبرزها اللغة البوتهواري بلهجاتها المختلفة، التي تتحول تدريجيًا في الشمال إلى لغة الهندكو. تُعرف اللهجة المحلية في وادي نيلام الشمالي باسم بارمي، وهي بدون شك تتبع الهندكو.
تأتي في المرتبة الثانية اللغة الكجرية التي يتحدث بها عدة مئات الآلاف من الأشخاص، بالأخص بين شعب الغوجار. لكن لا يتحدث جميع شعب الغوجار باللغة الكجرية وتزداد نسبة الذين تحدثوا بلغات أخرى منهم في جنوب آزاد كشمير. ترتبط اللغة الكجرية بلغات راجاستان إلا أنها تشترك أيضًا في بعض السمات مع اللغة البنجابية.
هناك مجتمعات متناثرة من المتحدثين باللغة الكشميرية في وادي نيلام، وهم ثاني أكبر مجموعة لغوية تتحدث اللغات الهندية. توجد دعوات للتعليم باللغة الكشميرية إلا أن هذه المحاولات المحدودة لم تلقَ نجاحاً. وقد اعتبر المسلمين الكشميريين أن اللغة الأردية هي هويتهم وليس اللغة الكشميرية. يتحدث جزء من السكان في أقصى جنوب منطقة بهيمبر اللغة الدوغرية وتوجد لغة كوندال شاهي المهددة بالانقراض وهي اللغة الوحيدة غير الموجودة خارج آزاد كشمير.

## الاقتصاد

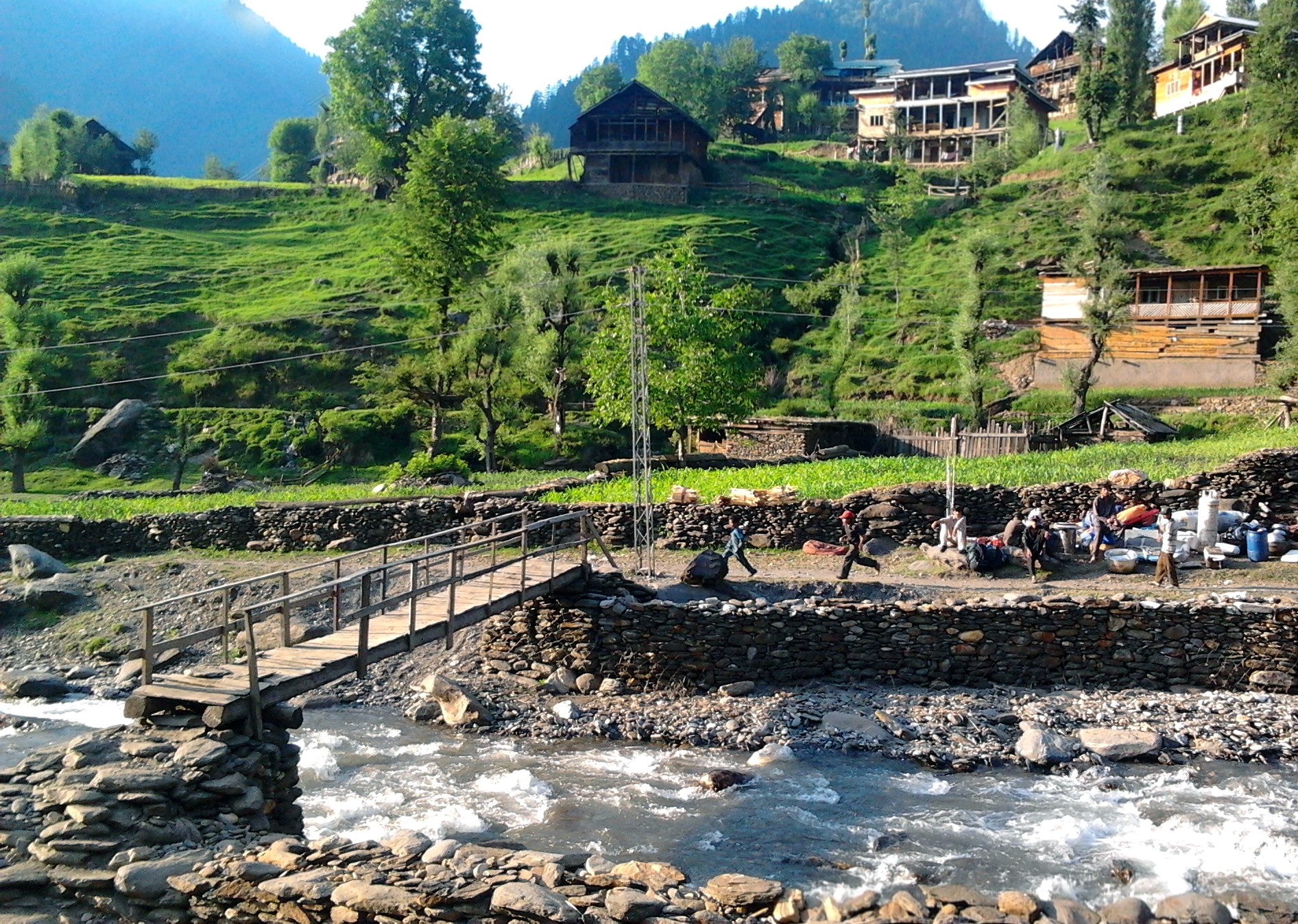
وادي نيلوم هو وجهة سياحية في آزاد كشمير.

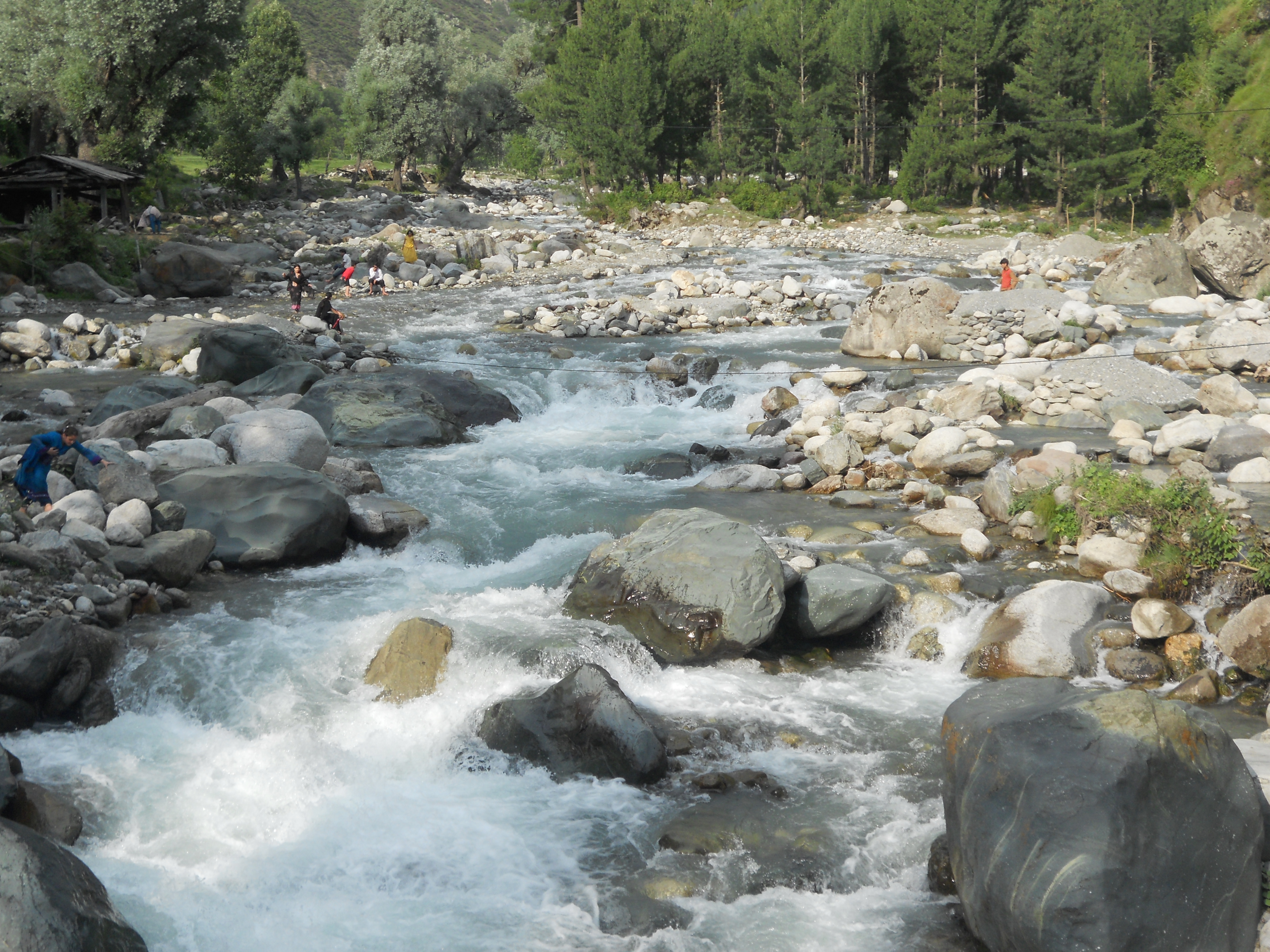
موندا غالي، وادي ليبا

قُدّر الناتج المحلي الإجمالي لآزاد جامو وكشمير بحوالي 10 مليارات جنيه إسترليني في عام 2021، بدخل الفرد يبلغ 5604 جنيه إسترليني. يرتكز اقتصاد آزاد كشمير على الزراعة، فالأرض توفر المواد الغذائية وهي مصدر للأخشاب والوقود ومناطق الرعي. كما كانت الزراعة مصدر دخل رئيس للحكومات المنطقة التي كانت تجمع إيرادات الأرض لقرون.
يزرع في المناطق المنخفضة المكتظة بالسكان محاصيل مثل الشعير والمانجو والدخن والذرة والقمح أما في المناطق المرتفعة قليلة الكثافة فالغابات والذرة والثروة الحيوانية هي المصادر الرئيسية للدخل. تُنتج الصناعات المنزلية المحلية منتجات متنوعة مثل المنحوتات الخشبية والمنسوجات والسجاد. ومن السلع الزراعية المميزة التي تنتجها المنطقة الفطر والعسل والجوز والأعشاب والنباتات الطبية وأخشاب الأشجار المتنوعة مثل القيقب والتنوب.
تلعب التحويلات المالية دورًا رئيسيًا في اقتصاد آزاد كشمير، وهي مهمة أكثر لسكان المناطق المرتفعة عن غيرهم. بدأ برنامج إعادة إعمار بمليارات الدولارات في أعقاب زلزال كشمير عام 2005. خصصت وكالات المعونة الدولية مليارات الدولارات في أواخر عام 2006 لإعادة تأهيل وتنمية المناطق المتضررة، لكن البيروقراطية تسببت في تأخيرات كبيرة مما سبب استمرار معاناة مئات الأشخاص لفترة طويلة بعد الكارثة.

## التعليم
بلغ معدل الإلمام بالقراءة والكتابة في آزاد كشمير 62٪ في عام 2004، وهو أعلى من أي منطقة أخرى في باكستان. ارتفع المعدل ليصل إلى 76.60٪ في عام 2018. بلغ معدل معرفة القراءة والكتابة في آزاد كشمير 91.34٪ في تعداد 2020-2021. لكن نسبة الخريجين كانت 2.2٪ فقط قارنة بمتوسط 2.9٪ في باكستان.

### الجامعات
فيما يلي قائمة بالجامعات التي تعترف بها لجنة التعليم العالي في باكستان (HEC):
| الجامعة                                                      | الموقع                 | تاريخ التأسيس | النوع | التخصص               | الموقع الإلكتروني                               |
| ------------------------------------------------------------ | ---------------------- | ------------- | ----- | -------------------- | ----------------------------------------------- |
| Mirpur University of Science and Technology, Mirpur          | ميربور                 | 1980 (2008)*  | عامة  | الهندسة والتكنولوجيا |                                                 |
| University of Azad Jammu and Kashmir                         | مظفر أباد              | 1980          | عامة  | عدة تخصصات           |                                                 |
| University of Azad Jammu and Kashmir (حرم نيلام)             | Neelum                 | 2013          | عامة  | عدة تخصصات           |                                                 |
| University of Azad Jammu and Kashmir (حرم وادي جيلوم)        | Jhelum Valley District | 2013          | عامة  | عدة تخصصات           |                                                 |
| Al-Khair University                                          | بنبر ‏                  | 1994 (2011*)  | خاصة  | عدة تخصصات           |                                                 |
| Mohi-ud-Din Islamic University                               | Nerian Sharif          | 2000          | خاصة  | عدة تخصصات           |                                                 |
| جامعة بونش (حرم راولاكوت)                                    | راولا كوت ‏             | 1980 (2012)*  | عامة  | عدة تخصصات           | نسخة محفوظة 5 أغسطس 2021 على موقع واي باك مشين. |
| جامعة بونش (حرم SM، مونغ، منطقة سودنوتي)                     | Sudhnoti District      | 2014          | عامة  | عدة تخصصات           | نسخة محفوظة 5 أغسطس 2021 على موقع واي باك مشين. |
| جامعة بونش (حرم كاهوتا الجامعي، منطقة هافيلي)                | Haveli District        | 2015          | عامة  | عدة تخصصات           | نسخة محفوظة 5 أغسطس 2021 على موقع واي باك مشين. |
| Women University of Azad Jammu and Kashmir Bagh              | باغ (كشمير) ‏           | 2013          | عامة  | عدة تخصصات           |                                                 |
| University of Management Sciences and Information Technology | Kotli                  | 2014          | عامة  | عدة تخصصات           |                                                 |
| Mirpur University of Science and Technology (حرم بهيمبر)     | Bhimber                | 2013          | عامة  | العلوم والإنسانيات   |                                                 |

* متى أصبحت جامعة.

### كليات الطب
فيما يلي قائمة بالمؤسسات الطبية الجامعية التي يعترف بها المجلس الطبي وطب الأسنان الباكستاني (PMDC) في عام 2013.
- Mohtarma Benazir Bhutto Shaheed Medical College في ميربور
- Azad Jammu Kashmir Medical College في مظفر أباد
- Poonch Medical College في راولا كوت  [لغات أخرى]‏